# (26734) Terryfarrell
(26734) Terryfarrell est un astéroïde de la ceinture principale.

## Description
(26734) Terryfarrell est un astéroïde de la ceinture principale. Il fut découvert le 23 avril 2001 à l'Observatoire Desert Beaver par William Kwong Yu Yeung. Il présente une orbite caractérisée par un demi-grand axe de 2,52 UA, une excentricité de 0,12 et une inclinaison de 9,6° par rapport à l'écliptique.

## Compléments